# Foidosienita
La foidosienita, sienita amb foids o sienita foidífera, és una roca plutònica, varietat de la sienita que conté una proporció baixa de feldespatoides (F<10%), definida modalment al diagrama QAPF de Streckeisen. El feldespat potàssic representa més del 90% del feldespat total.

## Varietats

### Busorita
Busorita és el nom local que reben les sienites cancrinítiques (foidosienites riques en cancrinita) que contenen calcita, feldespat alcalí, lepidomelana i egirina primaris.

### Ditroïta
Les ditroïtes són sienites nefelíniques (foidosienites riques en nefelina) que contenen calcita i cancrinita primàries.

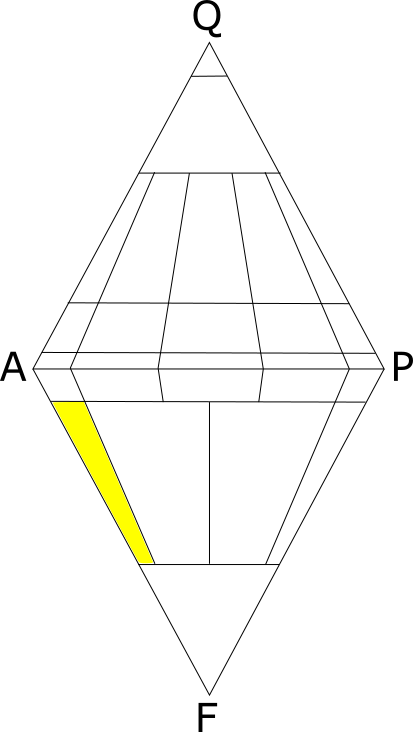
Foidosienita en el diagrama QAPF de Streckeisen (en groc el camp on es troba)